# Ursula Herking
Ursula Herking (Dessau, 28 de janeiro de 1912 – Munique, 17 de novembro de 1974) foi uma atriz de cinema alemã. Ela atuou em mais de 130 filmes entre 1933 e 1972.

## Filmografia selecionada
- 1933: Wasser hat Balken
- 1934: Lottchens Geburtstag
- 1935: Wer wagt – gewinnt
- 1935: Liebesleute
- 1960: Immer will ich dir gehören
- 1960: Pension Schöller
- 1960: Sooo nicht, meine Herren
- 1961: Bankraub in der Rue Latour
- 1972: Tatort – Der Fall Geisterbahn

## Autobiografia
- Ursula Herking, Danke für die Blumen. Erinnerungen. Heyne, München 1973, ISBN 3-453-00473-6 (Heyne-Buch 5135).